# Mniarogekko
Mniarogekko – rodzaj jaszczurek z rodziny Diplodactylidae.

## Zasięg występowania
Rodzaj obejmuje gatunki występujące w Nowej Kaledonii.

## Systematyka
Rodzaj zdefiniował w 2012 roku międzynarodowy zespół herpetologów (Amerykanie Aaron Matthew Bauer i Todd R. Jackman, Nowozelandczyk Anthony Hume Whitaker i Australijczyk Ross Allen Sadlier) w artykule poświęconym rewizji taksonomicznej nowokaledońskich gekonów, opublikowanym w czasopiśmie „Zootaxa”. Gatunkiem typowym jest (oryginalne oznaczenie) Mniarogekko chahoua.

### Etymologia
Mniarogekko: gr. μνιαρος mniaros ‘obrosły mchem, miękki jak mech’; nowołac. gecco, gecko lub gekko, nazwa stosowana do rodzaju jaszczurek, wśród których niektóre gatunki kraczą lub ćwierkają, stąd nazwa „gecko”, od mal. gēkok.

### Podział systematyczny
Do rodzaju należą następujące gatunki: 
- Mniarogekko chahoua (Bavay, 1869)
- Mniarogekko jalu Bauer, Whitaker, Sadlier & Jackman, 2012